# Patrícia Barboza
Patrícia Barboza es una escritora y activista literaria brasileña adscrita a la literatura juvenil e infantil.
Debutó en el ámbito literario con Os quinze anos de Carol (2002). Fundó, junto a otros escritores jóvenes como Enderson Rafael, Fernanda França, Leila Rego y Tammy Luciano, el proyecto «Novas Letras», que lleva a cabo debates y encuentros entre escritores de su generación con el fin de promover y difundir a literatura brasileña. También fundó el proyecto «Leitura Nota 10» destinado a promover charlas en escuelas brasileñas.

## Obras
- AS MAIS 2 - Eu me mordo de ciúmes (Verus Editora, 2012).
- AS MAIS (Verus Editora, 2012).
- Confusões de um garoto (Ciranda Cultural, 2010).
- Os sete desafios (Ciranda Cultural, 2010).
- Sai da internet, Clarice! (Livre Expressão, 2006 - 2ª edición, Editora Leitura, 2010).
- A primeira vez a gente nunca esquece (Amarelinha, 2005 - 2ª edición, Ciranda Cultural, 2010).
- Os quinze anos de Carol (RGB, 2002).